# Intermezzo (Instrumentalmusik)
Das Wort Intermezzo (ital. ‚Zwischenspiel‘) kann seit dem 19. Jahrhundert einen Satz oder ein einsätziges Stück in der Instrumentalmusik bezeichnen.
Manchmal wird ein musikalisches Charakterstück für Klavier so genannt, das entweder einsätzig und selbstständig ist oder als Mittelsatz zu einer Klaviersonate oder einem Klavierkonzert gehört. Im letzteren Fall ist es oft ein Scherzo. Robert Schumann schrieb mehrere in größere Klavierwerke eingegliederte Intermezzi und ein selbstständiges Intermezzo (op. 4). Bekannt sind vor allem die insgesamt 18 Intermezzi von Johannes Brahms, weiterhin schrieb Max Reger Intermezzi für Klavier und für Orgel. John Cage schrieb Klavierstücke, die er interludes nannte.
Die meisten Intermezzo genannten Musikstücke sind allerdings für Orchester oder kammermusikalisch. Während der Ausdruck Intermezzo im 18. Jahrhundert eher für ein szenisches Zwischenspiel in der Oper verwendet wurde, wird er seit dem 19. Jahrhundert auch für instrumentale Opern-Zwischenspiele gebraucht, ähnlich dem älteren Interludium. Vom Orchester bestrittene Intermezzi gibt es in einaktigen Verismo-Opern, wie in Pietro Mascagnis Cavalleria rusticana, oder (mit Stummfilmvorführung) in Alban Bergs Lulu.